# In questa nostra casa nuova
In questa nostra casa nuova è un singolo dei cantautori italiani Biagio Antonacci e Laura Pausini, pubblicato il 22 marzo 2019.

## Descrizione
Il testo del brano è stato scritto da Biagio Antonacci mentre la musica da Biagio Antonacci e Placido Salamone.
Il 12 aprile 2019 il singolo viene pubblicato anche in vinile 12" a 45 giri contenente anche la versione acustica del brano. 500 copie autografate dai due artisti vengono vendute su Amazon.com. La copertina è stata disegnata da Laura Pausini.
Il 31 maggio 2019 viene resa disponibile in download digitale anche la versione acustica del brano.

## Video musicale
Il videoclip, girato a inizio aprile 2019 a Roma, è stato diretto da Gaetano Morbioli e vede protagonisti sia Biagio Antonacci che Laura Pausini. Si svolge all'interno di un treno e racconta una storia di amore che si muove tra varie epoche. Alcune scene sono state girate nel parco tematico Cinecittà World e alla Stazione ferroviaria di Roma Ostiense.
Il video viene presentato il 18 aprile 2019 da Vincenzo Mollica durante il TG1 serale e reso disponibile il giorno seguente sul canale YouTube di Biagio Antonacci. Il 9 maggio viene pubblicato sul sito del TGcom24 il backstage del video.

## Tracce
Download digitale (22 marzo 2019)
1. In questa nostra casa nuova – 3:37 (testo: Biagio Antonacci – musica: Biagio Antonacci, Placido Salamone; edizioni musicali Iris Srl)

Download digitale (31 maggio 2019)
1. In questa nostra casa nuova (Acoustic Version) – 3:37 (testo: Biagio Antonacci – musica: Biagio Antonacci, Placido Salamone; edizioni musicali Iris Srl)

Vinile 12"
1. In questa nostra casa nuova – 3:37 (testo: Biagio Antonacci – musica: Biagio Antonacci, Placido Salamone; edizioni musicali Iris Srl)
2. In questa nostra casa nuova (Acoustic Version) – 3:37 (testo: Biagio Antonacci – musica: Biagio Antonacci, Placido Salamone; edizioni musicali Iris Srl)

## Classifiche
| Classifica (2019)               | Posizione massima |
| ------------------------------- | ----------------- |
| Italia                          | 41                |
| Italia (airplay)                | 19                |
| Italia (airplay italiane)       | 9                 |
| Italia (airplay TV - passaggi)  | 42                |
| Italia (airplay TV - punteggio) | 18                |

## Esibizioni dal vivo
Il brano viene presentato dai due artisti il 30 marzo 2019 nella diciottesima edizione, fase serale del talent show Amici di Maria De Filippi in onda su Canale 5. Il 5 giugno 2019 viene eseguito all‘Arena di Verona in occasione dei SEAT Music Awards 2019.